# Lepidolaena menziesii
Lepidolaena menziesii là một loài Rêu trong họ Lepidolaenaceae. Loài này được (Hook.) Dumort. ex Trevis. mô tả khoa học đầu tiên năm 1877.